# NGC 7275
NGC 7275 (również PGC 68774 lub UGC 12025) – galaktyka spiralna (Sa), znajdująca się w gwiazdozbiorze Pegaza. Odkrył ją Albert Marth 9 września 1863 roku.